# CS/LS7型冲锋枪
CS/LS7型冲锋枪，中国人民解放军定型后命名为QCQ-171轻型冲锋枪（20式冲锋枪），是中华人民共和国公安部委托重庆建设工业集团有限公司设计的冲锋枪，发射9×19毫米帕拉貝倫子弹。

## 设计
CS/LS7在上机匣和护木上方有一条全长皮卡汀尼导轨，在护木下方、右方和上方各有一条短导轨。QCQ-171则使用了不同的护木，没有护木上方和右方的导轨。
CS/LS7使用反冲式、閉鎖式槍栓。上机匣由金属制成，下机匣则由聚合物材料制成。该武器具有拉机柄、快慢机和位于扳机护圈前的弹匣释放杆。枪托有伸缩式、折叠伸缩式和固定式三种。
CS/LS7有一种类似MP5K冲锋枪的紧凑型，其护木和前握把是一体的。
QCQ-171出厂自带一具QMQ-171全息瞄准镜。

## 采用
CS/LS7（外贸型）和QCQ-171（自用型）是公安部下一代武器开发计划的一部分，旨在设计新型警用冲锋枪以取代老旧的79式冲锋枪。
经过试用，QCQ-171被选为中国警方的下一代冲锋枪。虽然中国人民解放军最初并没有展现出对此枪的兴趣，但是在慶祝中華人民共和國成立70周年大會中QCQ-171首次亮相，并在后来装备了解放军和武警部队。

## 使用国
- 阿尔及利亚
  - 阿尔及利亚陆军[7]
- 中华人民共和国
  -  中国人民武装警察部队[8]
  -  中国人民解放军[5]
  -  中华人民共和国公安部
- 香港
  - 香港警務處
- 伊拉克
  - 伊拉克內務部
- 委內瑞拉
  - 委内瑞拉陆军[9]